# Benedicto V
Benedicto V (Roma, ¿?-Hamburgo, 4 de julio de 966) fue el 131.er papa de la Iglesia católica, en 964.
Este cardenal diácono de amplia cultura, lo que le valió el sobrenombre del gramático, fue elegido papa y aclamado por la milicia de la ciudad al morir el papa Juan XII. El pueblo romano optó por él obviando a León VIII, el protegido del emperador Otón I, que había sido impuesto por este cuando depuso ilegalmente a Juan XII.
Al tener noticias del nombramiento de Benedicto V, el emperador Otón I retornó a Roma, donde el 23 de junio de 964, tras apresarlo, lo depuso al rango de diácono y lo desterró en Hamburgo; tras lo cual repuso en la silla de San Pedro a su protegido León VIII.
Benedicto falleció, el 4 de julio de 966, en su exilio de Hamburgo, donde se encontraba bajo la custodia de Adaldag, el arzobispo de Bremen-Hamburgo.
Fue enterrado en la catedral de Hamburgo aunque sus restos fueron trasladados a Roma bajo el reinado del emperador Otón III, donde se encuentran hasta el día de hoy.